# جيمس فرانك (سياسي)
جيمس فرانك (بالإنجليزية: James Frank)‏ هو مصرفي وسياسي أمريكي، ولد في 1967. حزبياً، نشط في الحزب الجمهوري. وقد انتخب عضو مجلس نواب تكساس.